# Frédéric Visnovsky
Frédéric Visnovsky, né le 27 février 1959 à Magny-en-Vexin, est un haut fonctionnaire français,  médiateur du crédit en France et secrétaire général adjoint de l'Autorité de Contrôle Prudentiel et de Résolution, le « gendarme » des banques.

## Biographie

### Origines et formation
Frédéric Visnovsky passe son baccalauréat au Lycée Français de Bruxelles en 1976. Il obtient une maîtrise d'économie à l'Université Libre de Bruxelles en 1980 puis étudie à l'Institut d'Etudes Politiques de Paris, d'où il est diplômé en économie et finances en 1983.

### Carrière

#### Début de carrière à la Banque de France
Frédéric Visnovsky entre à la Banque de France en 1984. Il y occupe des fonctions d'analyste financier avant d'être détaché à l'ambassade de France en Algérie en tant qu'attaché financier en septembre 1989, poste qu'il occupe jusqu'en 1992. Son rôle est alors d'informer les autorités françaises de la situation économique du pays dans le contexte de montée de l'islamisme. 

#### Commission bancaire
Il rejoint la Commission bancaire (ancêtre de l'ACPR, émanation de la Banque de France) en 1992, où il travaille aux études, puis aux affaires internationales, sur la régulation des banques et notamment le dispositif prudentiel Bâle II.
Il commence à superviser des établissements bancaires à partir de 2004, et participe notamment à la supervision de la création de La Banque Postale et du groupe BPCE. Lorsque la crise de 2008 éclate, il est directeur du contrôle des établissements mutualistes. 

#### Autorité de Contrôle Prudentiel et de Résolution
Lorsque la Commission bancaire devient l'Autorité de Contrôle Prudentiel et de Résolution ("gendarme" des banques) en 2011, il en devient secrétaire général adjoint, d’abord chargé de superviser les directions des etudes, des affaires internationales et du controle des banques, puis à partir de 2018 il prend en charge la résolution. Son rôle est d'établir des scénarios en cas de défaillance d'une banque : renflouement, démantèlement, cessions d'activité, afin de préserver les clients de la banque, d'empêcher des conséquences négatives sur le reste de l'économie et de devoir faire appel au contribuable. Dans le cadre de cette activité, née de la crise financière de 2008, il oblige les dirigeants des groupes bancaires à anticiper leur disparition, donc à "travailler sur quelque chose qui, selon eux, n'arrivera jamais" et à "investir sur leur propre mort".
En 2019, il estime que le principal risque auquel les banques doivent se préparer sont les incertitudes géopolitiques, dont le Brexit est un cas d'école.

#### Médiateur national du crédit
En 2018, il devient le médiateur national du crédit,, tout en continuant à exercer ses fonctions à l'ACPR. La médiation du crédit (qui entre dans les responsabilités de la Banque de France) vient en aide aux entreprises en difficultés dans leurs relations avec des établissements financiers (refus de rééchelonnement d'une dette, d'un crédit de trésorerie, d'équipement ou de crédit-bail...). 
Les demandes de médiation du crédit sont alors en baisse du fait du redressement de l'économie française depuis 2008 et l'accès au crédit bancaire atteint des niveaux inédits. Au début de son mandat, l'enjeu est alors davantage sur la question des délais de paiement et la culture financière des dirigeants de petites et moyennes entreprises. 
Mais en 2020, les besoins de médiation du crédit explosent, avec l'impact économique de la pandémie de Covid-19,. Frédéric Visnovsky met alors en place une procédure accélérée, qui permet de traiter trente fois plus de dossiers par mois qu'en 2019,. Les deux tiers des demandeurs obtiennent satisfaction.
Il estime par ailleurs, dans le contexte de la crise, que les banques "jouent le jeu" en distribuant largement le prêt garanti par l'État, mais dénonce des pratiques anormales en matière de délais de paiement entre les entreprises, certaines cherchant à retarder les délais de paiement pour retenir de la trésorerie, avec des effets catastrophiques sur la situation financière de leurs prestataires.
A la demande du gouvernement, il remet en avril 2025 un rapport conjoint avec le médiateur des entreprises pour faire mieux connaître les dispositifs existants de détection précoce et de soutien aux entreprises en difficulté . Le rapport propose notamment de renforcer la coordination des acteurs de l’accompagnement et de faire évoluer les dispositifs sur le principe du « aller vers » le chef d’entreprise quand un acteur détecte une fragilité au sein de l’entreprise 

## Autres mandats
Frédéric Visnovsky est :
- président de l’observatoire du financement des entreprises (OFE)
- vice-président de l’observatoire des délais de paiement
- membre du Conseil plénier de résolution unique (CRU)
- membre du Groupe Resolution du Financial Stability Board (FSB)
- secrétaire général du Comité consultatif de la législation et de la réglementation financières (CCLRF)
- membre du comité de direction du fonds Femmes & Avenir qui œuvre pour la prise en compte de la situation des familles monoparentales

## Vie personnelle
Frédéric Visnovsky est père de trois enfants.